# Toivo Asmer

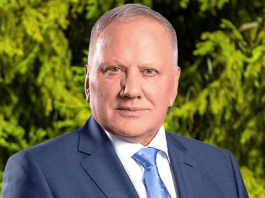
Toivo Asmer, 2021

Toivo Asmer (* 8. Januar 1947 in Oisu, heute Landgemeinde Türi, Kreis Järva, Estnische SSR) ist ein estnischer Politiker und Unternehmer.

## Leben
Toivo Asmer schloss 1965 sein Studium an der Hochschule für Bau- und Maschinentechnik in Tallinn ab. Von 1965 bis 1971 war er in verschiedenen sowjetischen Unternehmen als Ingenieur tätig.
Von 1974 bis 1989 war Asmer Mitglied der Kommunistischen Partei der Sowjetunion (KPdSU). 1980 schloss er die Hochschule für Marxismus-Leninismus der Kommunistischen Partei Estlands ab.
Von 1971 bis 1991 war Asmer leitender Mitarbeiter des Estnischen Amts für Agrarmaschinen (Eesti Põllum-tehnika) in Tallinn. Anschließend gründete er seine eigene Firma, die er von 1991 bis 1999 leitete. Die AS Asmer Auto vertrieb vor allem westeuropäische und asiatische Autos in Estland.
1994 trat Toivo Asmer in die liberale Estnische Reformpartei (Eesti Reformierakond) ein und war von 1995 bis 2001 Mitglied des Vorstands. 1999 wurde Asmer als Abgeordneter in das estnische Parlament (Riigikogu) gewählt.
Von März 1999 bis Januar 2002 war Asmer Regionalminister der Republik Estland im Kabinett von Ministerpräsident Mart Laar. Er hatte von Januar 2002 bis April 2003 dasselbe Amt im Kabinett von Ministerpräsident Siim Kallas inne.
Von 2003 bis 2005 war Asmer Mitglied des Aufsichtsrats der staatlichen Lottogesellschaft Eesti Loto.

## Sportliche Karriere
Toivo Asmer ist seit 1963 im Motorsport aktiv. Er war zehnmaliger estnischer und sechsmaliger sowjetischer Meister. Von 1965 bis 1971 beschäftigte er sich mit Motorradsport. Von 1973 bis 1992 war er im Automobilsport aktiv.

## Privatleben
Toivo Asmer war drei Mal verheiratet und hat fünf Kinder. Ein Sohn ist der estnische Rennfahrer Marko Asmer (* 1984).